# Эдельштейн, Яков Самойлович
Яков Самойлович Эдельштейн (15 [27] августа 1869, Ново-Серпухов, Харьковская губерния — 21 января 1952, Ленинград) — русский и советский учёный-геолог и геоморфолог, Профессор Ленинградского государственного университета (с 1925), Заслуженный деятель науки РСФСР (1936). Репрессирован в возрасте 80 лет.

## Биография
Родился 15 (27) августа 1869 года в городе Балаклея, Харьковская губерния, в семье мелкого служащего. Рано лишился родителей, был на попечении старшей сестры, поступил в 3-ю харьковскую классическую гимназию. С 11 лет давал уроки.
В 1889 году окончил гимназию с золотой медалью, участвовал в кружках, где увлекались публицистами и критиками того времени (В. Г. Белинским, Н. Г. Чернышевским, Д. И. Писаревым, Н. А. Добролюбовым). Это вместе с отрицательной реакцией на «мертвую гимнастическую науку» способствовало пробуждению интереса к естествознанию.
Поступил на естественное отделение физико-математического факультета Харьковского университета (в это время на отделении было всего 11 студентов, из них 3 по геологической специальности). В 1894 году он окончил университет с дипломом I степени. Участвовал в экскурсиях по Кавказу с известным географом проф. А. Н. Красновым, в научных гидрогеологических исследованиях Екатеринославской губернии под руководством проф. А. В. Гурова.
Изучал Славяносербский уезд, гидрогеологическим условиям которого был посвящён первый труд Я. С. Эдельштейна, опубликованный в 1895 году. В этой обширной работе молодой ученый, помимо геологических и гидрогеологических сведений, приводит много данных о рельефе, а также пытается выяснить происхождение и развитие поверхности изученной территории и связь рельефа с геологическим строением. Он сообщает о различиях в строении речных долин и балок в зависимости от геологической структуры и от состава пород. Подчеркивает сравнительно слабое развитие оврагов вследствие малого распространения рыхлых пород. Вместе с тем отмечает своеобразные черты рельефа каменноугольной полосы уезда, где «в сущности мы имеем перед собой скорее низкую горную страну, со всеми свойственными последней типичными особенностями».

### Геологические исследования

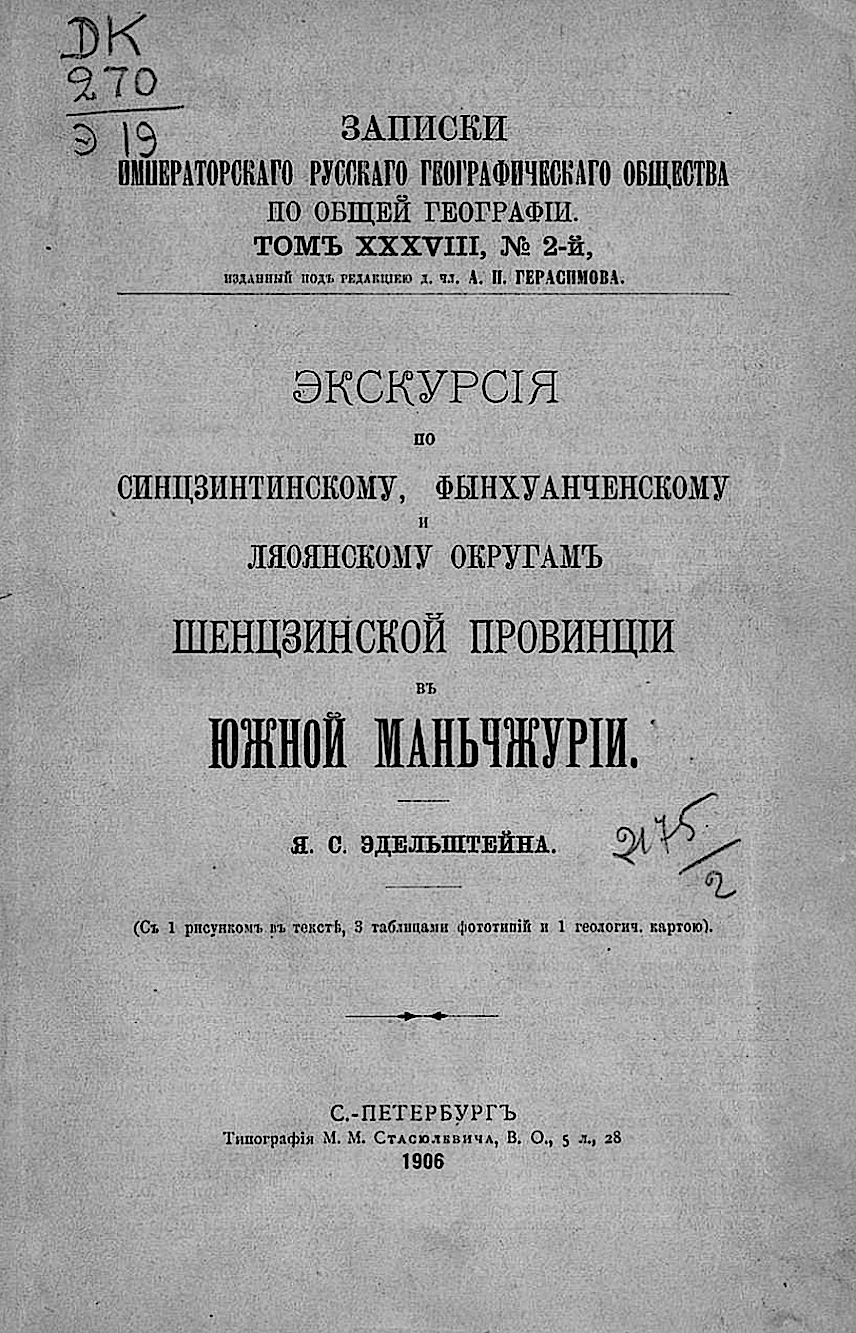
Я. С. Эдельштейн. Экскурсия по… Южной Маньчжурии. 1906.

По окончании университета работал с 1896 по 1903 год на Дальнем Востоке по заданиям Российского золотопромышленного общества. На Дальний Восток он отправился морем, так как Сибирская железная дорога тогда ещё только строилась. В 1896 году Яков Самойлович работал в Северной Корее и в Южно-Уссурийском крае, в 1897—1901 годах — в районе хребта Сихотэ-Алиня, в 1902 году — в Северной Маньчжурии, в районе хребта Малый Хинган, а в 1903 году — в Мукденской провинции Южной Маньчжурии. На Сихотэ-Алине он открыл новый золотоносный район в бассейне р. Тумнин.
Помимо изучения нового золотоносного района в бассейне р. Тумнин, Якову Самойловичу удалось совершить на Сихотэ-Алине значительные геологические и геоморфологические открытия. Он нашёл богатую миоценовую флору в дислоцированных толщах, что позволило установить молодой возраст складчатости хребта; описал обширный лавовый (базальтовый) покров в центральной части хребта. Было сделано много ценных наблюдений над рельефом.
Результаты исследований были изложены в ряде печатных работ, где освещены не только месторождения полезных ископаемых, но и общие геологические, геоморфологические и географические особенности хребта Сихотэ-Алинь. За проведенные исследования Я. С. Эдельштейн был награждён Географическим обществом золотой медалью.
О достоинствах этих работ Якова Самойловича академик Ф. Н. Чернышёв в своем отзыве (1905 год) Географическому обществу писал следующее: «На основании работ Я. С. Эдельштейна мы имеем теперь впервые определённую картину орографии и геологии этого почти незатронутого исследованиями весьма любопытного хребта… В лице Я. С. Эдельштейна (Географическое) общество имеет в своей среде одного из деятельнейших членов, работающих на пользу географической науки, проявившего своими разнообразными путешествиями и исследованиями не только качества хорошо подготовленного геолога, но и вообще многосторонне сведущего географа».
Одновременно с исследованиями на Дальнем Востоке (1901), совершил длительное кругосветное путешествие по морю и по суше, побывав в Японии, Китае, Индии, на Гавайских островах, в Северной Америке, а также в Западной Европе (Англия, Франция, Германия). Это путешествие было связано с перерывом в полевых исследованиях из-за боксёрского восстания в Китае. Позднее, в 1928 году, посетил Германию, Австрию и Италию. Все эти путешествия способствовали расширению его географического кругозора.
С 1904 по 1907 год состоял сотрудником («консерватором») Геологического музея Академии наук, по поручению которого и при содействии Географического и Минералогического обществ он изучал геологию Горной Бухары, в особенности хребтов Петра Первого, Гармской долины и Дарвазского. Полевые исследования проводились в 1904—1906 годах. Главной их целью было изучение палеозойских отложений, о которых до того было весьма мало сведений.
Результатам исследований Я. С. Эдельштейн посвятил ряд работ. Главная из них «Верхнепалеозойские слои Дарваза» (1908) была удостоена в 1912 году Географическим обществом медали имени Н. М. Пржевальского.
Попутно с этими исследованиями Яков Самойлович изучал следы древнего оледенения, преимущественно в хребте Петра Первого. Отмечены типичные ледниковые формы: троги, переуглубленные долины, ригели, кары, ледниковые озера, полированные скалы. Выяснилось, что на южных склонах указанного хребта следы оледенения встречаются до уровня около 2000 м. абс. высоты.

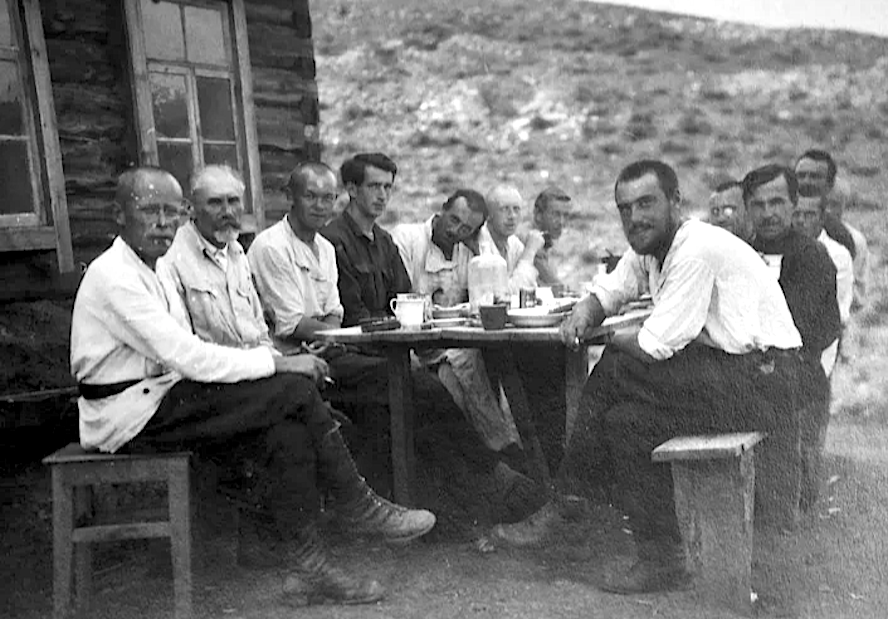
Яков Эдельштейн (второй слева) с коллегами в экспедиции в Забайкалье. 1926 год.

Несколько позднее (в 1909 году) эти наблюдения были использованы Яковом Самойловичем при составлении, совместно с А. П. Герасимовым, «Инструкции для изучения следов древнего оледенения», которая была издана Географическим обществом. «Инструкция» была первой обобщающей работой (на русском языке) о ледниковых формах гор. В ней, помимо соответствующих указаний, приведена точная характеристика форм, которая сопровождалась прекрасными фотографиями по Средней Азии, Кузнецкому Алатау и Кавказу. Вместе с тем это была, по существу, первая собственно геоморфологическая работа Якова Самойловича.
С 1907 года был геологом (с 1912 года — старшим геологом) Геологического комитета, где он состоял с небольшими перерывами до упразднения комитета в 1930 году. Долголетний сотрудник Геологического комитета Яков Самойлович был одним из руководящих деятелей этого крупнейшего центра геологии в России. Здесь он принял участие в исследовании золотоносных районов Сибири, преимущественно в Минусинском крае, вместе с прилегающими районами Кузнецкого Алатау, Западного и Восточного Саяна. Изучению этих районов он посвятил около 20 лет.
Помимо текущей руководящей работы в секции четвертичной геологии и геоморфологии, Яков Самойлович был одним из организаторов Международной конференции по изучению четвертичных отложений (1932), а также 17 сессии Международного геологического конгресса (1937). Очень большую и ответственную работу он выполнял и в качестве главного (фактического) редактора многотомного и сложного издания «Геология СССР», которым он руководил с полным знанием дела и с присущим ему тактом.
По заданию Геологического комитета (тогда Центрального геологоразведочного института) организовал в 1929 году большую экспедицию по изучению рельефа и четвертичных отложений Западно-Сибирской низменности. Работами этой экспедиции было положено начало новейшим систематическим геологическим и геоморфологическим исследованиям в Западной Сибири, в которых большое участие принимали ближайшие сотрудники Якова Самойловича (А. Г. Бер, В. И. Громов, В. А. Дементьев и др.)
Во время Великой Отечественной войны, находясь в эвакуации в Екатеринбурге (тогда называвшемся Свердловском), возглавил крупные работы по составлению геоморфологической карты Урала, объединив вокруг себя большое число геоморфологов и геологов.
Существенное значение для распространения точных геоморфологических сведений среди геологов-«съёмщиков», не имевших достаточной геоморфологической подготовки, имели инструкции, опубликованные Яковом Самойловичем (в 1935 и 1947 годах). Так, в «Кратком методическом руководстве для производства геоморфологических наблюдений в поле» (1947 год) наряду с методическими указаниями находим немало общих сведений. Были описаны различные типы долин, речные террасы, особенности рельефа междуречных пространств, равнинных и горных. Якову Самойловичу удалось коротко (на 66 страницах) и систематично изложить разнообразные понятия генетической геоморфологии и широкую программу сбора и обработки геоморфологических данных.

### География

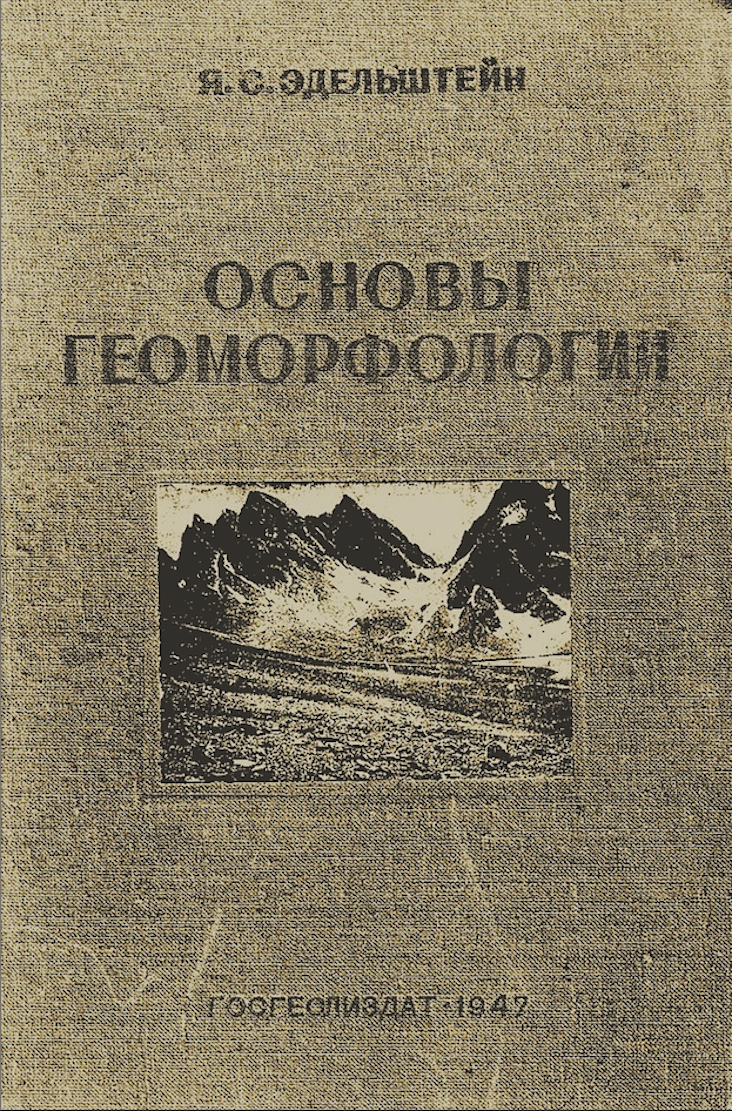
Учебник по основам геоморфологии, 1947.

Большое значение имеют труды Я. С. Эдельштейна, посвящённые особенностям рельефа и геологии Западно-Сибирской низменности и особенно книга «Геоморфологический очерк Западно-Сибирской равнины» (1936 год).
Основной территорией исследований был Минусинский край, где он работал в течение 20 лет (с 1907 года). Этому краю он посвятил большое число работ, среди которых, помимо многочисленных статей и «отчётов», надо отметить описания экскурсий Международного геологического конгресса (в 1937 году).
Известен как автор первого курса геоморфологии на русском языке, он выдержал несколько изданий, по нему учились несколько поколений геоморфологов.
Сразу после дальневосточных экспедиций стал действительным членом Географического общества.
В 1930—1938 годах он был одним из руководителей общества (в качестве ученого секретаря и редактора его «Известий»), а в последние годы (с 1947 года) состоял членом Президиума общества.
Первый председатель Геоморфологической комиссии общества. Эта комиссия, возникшая в 1928 году, была одной из наиболее деятельных организаций Географического общества. Она являлась не только объединением ленинградских геоморфологов, но и школой для докладчиков и слушателей. Значительная часть докладов была затем опубликована в «Известиях Географического общества». Был одним из устроителей всесоюзных географических съездов 1933 и 1947 годов.
Много сделал для развития географического образования в России. Он принадлежит к числу основателей и первых профессоров высших географических курсов, а затем и возникшего на их основе (1918 год) Географического института в Ленинграде.
С 1924 года, после слияния института с Ленинградским университетом стал деканом географического факультета, потом долгое время был директором Географо-экономического научно-исследовательского института при Географическом факультете. В последние годы деятельности (1944—1949) он возглавлял две кафедры — геоморфологии и общей геологии.

### Репрессии
В 1949 году, в обстановке секретности, были арестованы ученые-геологи, работавшие над изучением полезных ископаемых в Красноярском крае. Они обвинялись газетой «Правда» и высшим партийным руководством страны в якобы сокрытии найденых месторождений урана, то есть во вредительстве в пользу иностранных государств. Среди них по доносу оказался и профессор Я. С. Эдельштейн.
Перед этим прилюдно, под предлогом обсуждения нового издания книги «Основы геоморфологии», его пытались обвинить в космополитизме.
31 марта 1949 года Яков Самойлович был арестован. 28 октября 1950 года был осуждён на 25 лет.
Скончался в тюремной больнице в Ленинграде 12 января 1952 года. Посмертно реабилитирован в 1954 году.
Местонахождение его могилы неизвестно.

## Семья

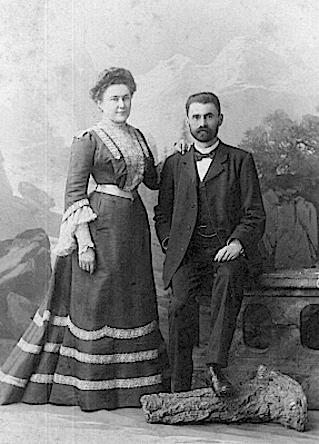
Я. С. Эдельштейн с женой. Дореволюционное фото.

Был женат на Вере Александровне Сементовской, дочери Сементовского-Курилло Александра Максимовича.
В 1920 году они удочерили двенадцатилетнюю племянницу Веры Александровны, Сементовскую Зою Сергеевну.

## Ученики
- Константин Марков — советский географ, геоморфолог, доктор географических наук, профессор МГУ, академик Академии наук СССР.
- Иннокентий Герасимов — советский географ, профессор МГУ, директор Директор Института географии АН СССР, академик АН СССР.
- Алексей Трешников — советский океанолог, географ, исследователь Арктики и Антарктики. Доктор географических наук, профессор, академик АН СССР.
- Александр Вологдин — советский геолог и палеонтолог, член-корреспондент Академии наук СССР.
- Валериан Громов — советский геолог-четвертичник, палеонтолог и стратиграф, доктор геолого-минералогических наук, исследователь крупных млекопитающих четвертичного периода, заведующий отделом четвертичной геологии в ИГН АН СССР и ГИН АН СССР.
- Василий Дементьев — белорусский географ, кандидат географических наук, заведующий кафедрой физической географии, декан географического факультета Белорусского государственного университета, доцент кафедры географии Пхеньянского университета КНДР, профессор.
- Сергей Шульц — геолог, доктор геолого-минералогических наук, профессор, зав. кафедрой геоморфологии географического факультета ЛГУ.
- Иван Гладцин — геоморфолог, профессор, автор первого университетского курса "Геоморфология СССР". Репрессирован.

## Награды, звания и премии
- 1936 — Заслуженный деятель науки РСФСР
- 1944 — Орден Трудового Красного Знамени
- 1946 — медаль За трудовую доблесть
- 1949 — Орден Ленина.

## Память
Именем Я. С. Эдельштейна названы географические объекты:
- Пик Эдельштейна — вершина в хребте Крыжина (Саяны)[5].
- Мыс Эдельштейна — Уссурийский залив, Владивосток[6].
- Ледник Эдельштейна — на острове Северный (Новая Земля), название присвоено в 1925 году[7][8].
- Подводный вулканический массив Эдельштейна — в 22 км к северу от острова Чиринкотан, на краю Курильской глубоководной котловины (открыт и нанесён на карту в 1949—1954 гг. научно-исследовательским судном «Витязь»)[9][8].
- Мемориальный знак «Последний адрес» установлен на доме, в котором проживал Я. С. Эдельштейн (Санкт-Петербург, 1-я линия Васильевского острова, дом 54)[10][11].

Имя учёного в палеонтологических названиях:
- Pseudofusulina edelshteini Kalmykova[13], 1956 — подкласс фораминифер, Нижняя Пермь Средней Азии.
- Ethmophyllum edelsteini (Vologdin, 1931), первоначально Tegerocyathus — тип археоциат, Нижний Кембрий Хакасии.
- Korovinella edelsteini (Yavorsky, 1932), первоначально Clathrodictyon — класс строматопорат, Нижний Кембрий Западного Саяна.
- Edelsteinaspis Lermontova, 1940 — класс трилобитов, Нижний Кембрий Минусинского района.
- Kooteniella edelsteini Lermontova, 1940 — класс трилобитов, Средний Кембрий Минусинского района.
- Juvenites edelsteini Shevyrev, 1990 — класс головоногих моллюсков, Нижний Триас Дарваза.
- Prosicanites edelsteini Tumanskaya, 1937 — класс головоногих моллюсков, Нижняя Пермь Памира.
- Acantospirifer edelschteini Manakova, 1964 — класс замковых брахиопод, Нижний Силур Средней Азии.
- Comarotoechia edelchteini Zavodowsky, 1970 — класс замковых брахиопод, Нижняя Пермь Северо-Востока России.
- Purdonella edelchteini Zavodowsky, 1970 — класс замковых брахиопод, Нижняя Пермь Северо-Востока России.

В Дюссельдорфе работает русскоговорящий «Геоклуб имени Якова Эдельштейна». Его члены несколько раз в месяц отправляются в краеведческие походы по Северному Рейну-Вестфалии.